# Цоло Вутов
Д-р инж. Цоло Вутов е основател, управител и собственик (заедно със съпругата си Снежана Вутова) на 50% от „Геотехмин“ ООД – група, която включва над 26 дружества от различни сектори – миннодобивна индустрия, строителство, инфраструктура и екологичен инженеринг. Сред тях са „Елаците – Мед“ АД, „Хеликс“ ЕООД, „Експлозивпрогрес-ГТМ“ ЕООД. Негови съдружници в „Геотехмин“ са Елена Стоянова и Виктория Тодорова – съпругата и дъщерята на Величко Стоянов, един от тримата основатели на дружеството.
Цоло Вутов е председател на Научно-техническия съюз по минно дело, геология и металургия в България и учредител на Балканската минна асоциация Балканмин. През 2010 г. Цоло Вутов е обявен за най-богатия българин от вестник „Пари“, след като оглавява ежегодната класация на изданието „100-те най-богати българи“. По това време състоянието му според вестник „Пари“ се изчислява на 438,2 млн. лв.

## Биография
Роден е на 1 април 1949 г. в гр. София. Детството му минава в столичния квартал Слатина. Завършва 31-ва гимназия (днес 31 СУЧЕМ) до румънското посолство в София. Служи войник в поделението в Горна Малина като свързочник. През септември 1976 г. завършва Минно-геоложкия институт в София и веднага започва работа в мина Елаците край Етрополе. През 1977 г. Цоло Вутов се жени за Снежана – негова колежка от Минно-геоложкия институт, а през 1978 г. се ражда синът им Владимир.
В началото Цоло Вутов е назначен в Елаците като маркшайдер, след това става главен инженер, а през 1981 г. и зам.-директор на рудника. Същата година се ражда и по-малкият му син Иван. През 1982 г. се връща в София и започва работа в изследователския и проектантски институт в областта на рудодобива „Нипроруда“, където се занимава с научна дейност. През 1989 г. завършва мениджмънт и маркетинг към Българо-френския център „Марком“. Веднага след промените Цоло Вутов напуска „Нипроруда“ и създава фирма „Геотехмин“ заедно с професорите Димитър Субашки и Величко Стоянов. Отначало съсредоточават дейността си предимно в областта на минното дело, работят по търсене и проучване на бял мрамор и варовик, но през 1996 г. собствениците разширяват дейността на „Геотехмин“, като навлизат и в строителството.
През 1995 г. създават фирмата с държавно участие „Хеликс“ за минно-геоложки проучвания, а през 2006 г. – „Експлозив прогрес“ за взривни работи в рудниците. През 1999 г. съдружниците на Цоло Вутов – проф. Стоянов и проф. Субашки умират и той остава да управлява фирмите, в които по това време вече работят около 250 души. През 1999 г. правителството на Иван Костов обявява за приватизация мина „Елаците“ и Цоло Вутов я купува с помощта на собствениците на завода за преработка на руда – белгийската фирма „Юнион миниер“. „Юнион миниер“ кредитира покупката на Цоло Вутов срещу ангажимент през следващите 10 години „Елаците“ да доставя руда за преработка на „Юнион миниер“. В следващите години фирмата на Цоло Вутов успява да изплати дълговете си и да увеличи добива от 23 милиона тона минна маса годишно през 1999 г. на 58 милиона това през 2008 г. Персоналът на „Геотехмин“ нараства до над 4000 души.
Строителната дейност се развива паралелно с минното дело и фирми на Цоло Вутов участват в строителството на вецове в Искърското дефиле, на новата писта на аерогара София, на метростанции, на ветроенергийния парк край Камен бряг и Шабла, на пречиствателните станции на ТЕЦ „Марица Изток 3“ и др. За 2009 г. активите на „Геотехмин“ са оценени на 666 млн. лв., консолидираните приходи – на 390,2 млн. лв., а печалбата – на 92,7 млн. лв. Групата „Геотехмин“ управлява също два четиризвездни хотела – „Скалите“ в Белоградчик и „Глазне“ в Банско.
Чрез „Елаците Мед“ Цоло Вутов приватизира и общински фирми за пътно поддържане в България, сред които е и столичната компания „Пътно поддържане“. Негови са също и „Пътища и съоръжения“ – София, столичното „Улично осветление“ ЕАД и СКГТ „Трансремонтстрой“ АД – фирмата, която поддържа техническото състояние на трамваите, тролеите и автобусите в столицата. Собственик е и на фирмите, които поддържат инфраструктурата в Лом и Берковица. Цоло Вутов живее в триетажна къща близо до Киноцентъра. Синовете му работят в семейния бизнес – Владимир оглавява строителна фирма, а Иван – търговска.
Община Златица удостоява проф. дтн инж. Цоло Вутов със званието „Почетен гражданин“ през 2025 г. за значим принос в индустрията, образованието и развитието на общността.

## Връзки с националната сигурност
Цоло Вутов е приятел от казармата с ген. Румен Миланов (началник на Националната служба за охрана (НСО) от 2004 до 2007 г., а от 2009 до 2012 – съветник в политическия кабинет на Бойко Борисов, секретар на Съвета по сигурността и шеф на Центъра за превенция и противодействие на корупцията и организираната престъпност БОРКОР). Когато напуска НСО, Миланов се връща на работа при Цоло Вутов, където е бил и през 2005 г., след като напуска НСБОП. Същата година Вутов назначава във фирмата си „Елаците мед“ и други висши антимафиоти – бившите заместник-директори на НСБОП Красимир Младенов и Иван Йовчев, както и началника на направление „Борба с терора“ Борил Кацаров.

## Ловни страсти
Цоло Вутов е наемател до 2025 г. и стопанисва ловно поле „Витиня“ чрез договор за съвместна дейност с държавата, при който „Геотехмин“ и „Витиня“ си разделят разходите, а после и приходите от ловната дейност.